# Brasile ai Giochi della XXV Olimpiade
Il Brasile ha partecipato ai Giochi della XXV Olimpiade di Barcellona, svoltisi dal 24 luglio al 9 agosto 1992, con una delegazione di 182 atleti di cui 50 donne. Ha conquistato due medaglie d'oro e una d'argento.

## Medaglie
| Medaglia | Atleta | Sport     | Evento                          |
| -------- | --- | --------- | ------------------------------- |
| Oro      | Rogerio Sampaio | Judo      | 65 kg                           |
| Oro      | Marcelo Negrão Jorge Brito Giovane Gávio Paulo Silva Maurício Lima Janelson Carvalho Douglas Chiarotti Antônio Gouveia Talmo Oliveira Andre Ferreira Alexandre Samuel Amauri Ribeiro | Pallavolo | Maschile                        |
| Argento  | Gustavo Borges | Nuoto     | 100 metri stile libero maschili |

### Medaglie per disciplina
| Sport     | Oro | Argento | Bronzo | Totale |
| --------- | --- | ------- | ------ | ------ |
| Judo      | 1   | 0       | 0      | 1      |
| Pallavolo | 1   | 0       | 0      | 1      |
| Nuoto     | 0   | 1       | 0      | 1      |